# Боке, Роже
Роже Боке (фр. Roger Bocquet; 19 апреля 1921, Женева — 10 марта 1994, там же) — швейцарский футболист, игравший на позициях защитника и полузащитника. На протяжении 11 сезонов выступал за клуб «Лозанна». В составе сборной Швейцарии сыграл 48 матчей, забил два гола — в 22 матчах был капитаном команды. Участник двух чемпионатов мира — 1950 и 1954 годов.

## Карьера
Боке начинал футбольную карьеру в клубе «Интернасьональ Женева», а в возрасте 18 лет перешёл в клуб «Лозанна». В составе команды он выступал на протяжении 11 сезонов, сыграв за это время в чемпионате 348 матчей и забив 40 голов. В 1944 году Роже выиграл с клубом национальный чемпионат и Кубок Швейцарии. В сезоне 1949/50 он вновь выиграл кубок страны, а годом позже свой второй титул чемпиона Швейцарии.
В составе сборной Швейцарии Роже дебютировал 16 мая 1943 года в товарищеском матче против Венгрии. Свой первый гол он забил 27 апреля 1947 года в матче против сборной Италии, отличившись с пенальти. Игра завершилась со счётом 5:2 в пользу итальянцев. В том же году 2 ноября в матче с бельгийцами он впервые вывел команду в качестве капитана.
В июне 1950 года Боке отправился со сборной на чемпионат мира в Бразилию. На турнире он сыграл во всех трёх матчах группы — против Югославии, Бразилии и Мексики, но его команда заняла только третье место и не смогла выйти в финальную часть чемпионата. Через четыре года на домашнем чемпионате мира Роже был капитаном сборной и дошёл с ней до четвертьфинала турнира, в котором уступили сборной Австрии со счётом 7:5. В том матче он получил удар по голове, в результате которого образовалась опухоль, которая после турнира была удалена хирургическим путём.
За одиннадцать лет в сборной Роже сыграл 48 матчей и забил 2 гола, в 22 встречах выводил команду в качестве капитана.
На чемпионате мира 1962 года в Чили он был ассистентом Карла Раппана — главного тренера сборной Швейцарии.

## Достижения
«Лозанна»
- Чемпион Швейцарии: 1943/44, 1950/51
- Обладатель Кубка Швейцарии: 1943/44, 1949/50
- Финалист Кубка Швейцарии: 1945/46, 1946/47